# The Art of Breaking
The Art of Breaking — студийный альбом канадской группы Thousand Foot Krutch, выпущен в 2005 году на лейбле Tooth & Nail.
Этот альбом вышел спустя два года после альбома Phenomenon и вобрал в себя всё самое лучшее из него.
К альбому вышло три сингла — «Move», «Absolute», и «Breathe You In». На сингл «Move» был снят клип, а в 2006 году сингл добрался до 16-й позиции в разделе «Американский мейнстрим рок» чарта Биллборд.

## Список композиций
| №   | Название              | Длительность |
| --- | --------------------- | ------------ |
| 1.  | «Absolute»            | 3:19         |
| 2.  | «Slow Bleed»          | 3:14         |
| 3.  | «The Art of Breaking» | 3:19         |
| 4.  | «Stranger»            | 3:48         |
| 5.  | «Hurt»                | 4:44         |
| 6.  | «Hand Grenade»        | 4:13         |
| 7.  | «Move»                | 3:28         |
| 8.  | «Hit the Floor»       | 3:48         |
| 9.  | «Go»                  | 3:46         |
| 10. | «Make Me a Believer»  | 2:49         |
| 11. | «Breathe You In»      | 4:19         |

## Синглы
- «Absolute»
- «Move»
- «Breathe You In»